# 兵庫信用金庫
兵庫信用金庫（ひょうごしんようきんこ）は、兵庫県姫路市に本店を置く信用金庫。愛称は兵信（ひょうしん）。
姫路・神戸を中心に県下の瀬戸内沿岸地域を主な事業区域とし、同じく姫路に本店を置く信用金庫である姫路信用金庫と播州信用金庫の本店は当金庫本店から近い位置にある。

## 沿革
前史
- 1931年（昭和6年）1月12日 -  網干信用販売組合を設立。初代組合長は網干町長・山本真蔵（元・網干銀行頭取）[1]。
- 1934年（昭和9年）6月 -  飾磨信用組合を設立。
- 1949年（昭和24年）6月 -  上郡信用組合を設立。
- 1950年（昭和25年）7月6日 -  上郡信用組合が赤佐信用組合に名称変更。
- 1951年（昭和26年）1月 -  神和信用組合を設立。
- 1951年（昭和26年）10月20日 -  網干信用販売組合が網干信用金庫に、飾磨信用組合が飾磨信用金庫に、赤佐信用組合が赤佐信用金庫にそれぞれ改組。
- 1952年（昭和27年）5月8日 -  神和信用組合が神和信用金庫に改組。
- 1964年（昭和39年）2月  -  飾磨信用金庫と網干信用金庫が合併して、播磨信用金庫を設立する。
- 1965年（昭和40年）7月  -  赤佐信用金庫と播磨信用金庫が合併して、播磨信用金庫とする。
- 1972年（昭和47年）5月 -  播磨信用金庫がはりま信用金庫に名称変更。
- 1974年（昭和49年）4月  -  はりま信用金庫と神和信用金庫が合併して、兵庫信用金庫を設立する。

兵庫信用金庫として
- 2013年（平成25年）10月  -  兵庫県立大学産学連携機構と「産学連携教育の推進に係る協定書」を締結。
- 2016年（平成28年）7月 - 次世代認定マーク「プラチナくるみん」取得。
- 2017年（平成29年）1月  - 女性活躍推進認定マーク「えるぼし」（段階2）取得。

## 経営理念
- 愛と信と和を基に あふるる活力により 金庫の発展をめざし 私たちの幸福とともに 地域社会に価値ある存在となろう[2]

## 営業地区
総代会の選任区域により、大きく4地区に分かれる。なお太字の区域には支店・出張所がない。
第1地区
姫路市・宍粟市・揖保郡・たつの市・神崎郡
第2地区
赤穂市・相生市・赤穂郡・佐用郡
第3地区
加古川市・高砂市・加西市・小野市・加古郡
第4地区
明石市・三木市・三田市・神戸市・芦屋市・西宮市・宝塚市・尼崎市

## 関連人物
- 名誉会長 - 園田正和
- 理事長 - 園田和彦

## 関連会社
- 兵信ビジネスサービス(株)
- 兵信リース(株)
- 播磨共栄(有)
- 神和共栄(有)